# Lepidoscia strigulata
Lepidoscia strigulata är en fjärilsart som beskrevs av Edward Meyrick 1893. Lepidoscia strigulata ingår i släktet Lepidoscia och familjen säckspinnare. Inga underarter finns listade i Catalogue of Life.